# Tour dei British and Irish Lions 1950
Nel 1950 i British and Irish Lions, selezione di Rugby a 15 delle Isole Britanniche, si reca in tour in Australia e Nuova Zelanda (con una partita anche a Ceylon). È la prima tournée del dopoguerra e la prima di una serie che creerà la leggenda di questa rappresentativa "da viaggio". Da segnare la durata notevole (oltre 4 mesi) del tour.
La Nuova Zelanda vince la serie per 3-0 (più un pareggio), mentre i Lions battono clamorosamente l'Australia nei due test disputati.
Complessivamente i Lions disputano 30 partite di cui 23 vinte, 1 pareggiata e 6 perse.
Capitano della squadra è l'irlandese Karl Mullen: siamo infatti nell'epoca migliore del rugby irlandese.

## Il team
Tre.quarti: 
- Angus Black (Edinburgh University RFC e Scozia)
- Billy Cleaver (Cardiff e Galles)
- Noel Henderson (Queen's University RFC e Irlanda)
- Lewis Jones (Llanelli e Galles)
- Ken Jones (Newport e Galles)
- Jack Kyle (Queen's University RFC e Irlanda)
- Michael Lane (University College Cork R.F.C. e Irlanda)
- Ranald Macdonald (Edinburgh University RFC e Scozia)
- Jack Matthews (Cardiff e Galles)
- George Norton (Bective Rangers e Irlanda)
- Ivor Preece (Coventry R.F.C e Inghilterra)
- Gordon Rimmer (Waterloo R.F.C e Inghilterra)
- Doug Smith (London Scottish e Scozia)
- Malcolm Thomas (Newport e Galles)
- Bleddyn Williams (Cardiff e Galles)
- Rex Willis (Cardiff e Galles)

Avanti: 
- Grahame Budge (Edinburgh Wanderers e Scozia)
- Tom Clifford (Young Munster e Irlanda)
- Cliff Davies (Cardiff RFC e Galles)
- Dai Davies (Somerset Police e Galles)
- Bob Evans (Newport RFC e Galles)
- Don Hayward (Newbridge RFC e Galles)
- Roy John (Neath RFC e Galles)
- Peter Kininmonth (Richmond F.C e Scozia)
- Jim McCarthy (Dolphin RFC e Irlanda)
- Bill McKay (Queen's University RFCe Irlanda)
- Karl Mullen (cap.) (Old Belvedere e Irlanda)
- Jimmy Nelson (Malone RFC e Irlanda)
- Vic Roberts (Penryn RFC e Inghilterra)
- John Robins (Birkenhead Park e Galles)
- Rees Stephens (Neath RFC e Galles)
- Manager: LB Osborne

## Risultati
Sistema di punteggio: meta = 3 punti, Trasformazione=2 punti. Punizione e calcio da mark= 3 punti. drop = 3 punti. 

### In Nuova Zelanda
| 10 maggio 1950 | Nelson-Marlborough-Golden Bay-Motueka | 3 – 24 | Isole Britanniche XV |  |

| 13 maggio 1950 | Buller | 9 – 24 | Isole Britanniche XV |  |

| 16 maggio 1950 | West Coast | 3 – 32 | Isole Britanniche XV |  |

| 19 maggio 1950 | Otago | 23 – 9 | Isole Britanniche XV |  |

| Invercargill 23 maggio 1950 | Southland | 11 – 0 referto | British Lions | Rugby Park Stadium (16 000 spett.)\| Arbitro: \| A. Fong \| |
| Arbitro:                    | A. Fong   |                |               |                                                             |

| Arbitro: | E. Tindill |

|                                  |           |                                |
| mete: Elvidge, Roper c.p.: Scott | Marcatori | mete: Jones, Kyle c.p.: Robins |

| Timaru 30 maggio 1950 | South Canterbury | 8 – 27 | British Lions XV | \| Arbitro: \| W. Fright \| |
| Arbitro:              | W. Fright        |        |                  |                             |

| 3 giugno 1950 | Canterbury | 5 – 16 | British Lions XV | \| Arbitro: \| T. Wallace \| |
| Arbitro:      | T. Wallace |        |                  |                              |

| Ashburton 6 giugno 1950 | Ashburton Country - N.Otago | 6 – 29 | British Lions XV | \| Arbitro: \| S. Sharp \| |
| Arbitro:                | S. Sharp                    |        |                  |                            |

| Arbitro: | E. Tindill |

|                                   |           |  |
| mete: Crowley, Roper trasf.: Haig | Marcatori |  |

| 14 giugno 1950 | Waiparapa Bush | 13 – 27 | Isole Britanniche XV |  |

| 17 giugno 1950 | Hawke's Bay | 0 – 20 | Isole Britanniche XV |  |

| 21 giugno 1950 | East Coast - Poverty bay - Bay of Plenty | 3 – 27 | Isole Britanniche XV |  |

| Wellington 24 giugno 1950 | Wellington | 6 – 12 | Isole Britanniche XV |  |

| Arbitro: | A. Feng |

|                           |           |              |
| mete: Elvidge c.p.: Scott | Marcatori | c.p.: Robins |

| 5 luglio 1950 | Wanganui | 3 – 31 | Isole Britanniche XV |  |

| New Plymouth 8 luglio 1950 | Taranaki | 3 – 25 | British Lions | Rugby Park |

| 12 luglio 1950 | Manawatu-Horowhenua | 8 – 13 | Isole Britanniche XV |  |

| 15 luglio 1950 | Waikato-Thames Valley - King County | 0 – 30 | Isole Britanniche XV |  |

| 19 luglio 1950 | North Auckland | 6 – 8 | Isole Britanniche XV |  |

| Auckland 22 luglio 1950 | Auckland | 9 – 32 referto | British Lions XV | Eden Park |

| Arbitro: | G. Sullivan |

|           |      |            |
| Henderson | mt   | K.J. Jones |
| Scott     | tr   | B.L. Jones |
|           | c.p. | B.L. Jones |
| Scott     | drop |            |

| Wellington 2 agosto 1950 | New Zealand Māori | 9 – 14 | Isole Britanniche XV | Athletic Ground |

| 9 agosto 1950 | Combined Country | 3 – 47 | Isole Britanniche XV |  |

### In Australia
| Sydney 12 agosto 1950 | New Sotuh Wales | 6 – 22 | Isole Britanniche XV |  |

| Arbitro: | T:Moore |

|                  |           |                                                                 |
| c.p.: Gardiner 2 | Marcatori | mete: Jones, Williams trasf.: Jones 2 c.p.: Jones 2 Drop: Jones |

| Sydney 26 agosto 1950                                                                                                  | Australia | 3 – 24                                                                   | Isole Britanniche | Cricket ground |
| \| \| \| \| \| mete: Burke \| Marcatori \| mete: John, Kyle Macdonald, Nelson 2 trasf.: Jones, Robins 2 c.p.: Jones \| |           |                                                                          |                   |                |
| |           |                                                                          |                   |                |
| mete: Burke | Marcatori | mete: John, Kyle Macdonald, Nelson 2 trasf.: Jones, Robins 2 c.p.: Jones |                   |                |

| Sydney agosto 1950 | Metropolitan Union | 17 – 26 | Isole Britanniche XV |  |

| Sydney settembre 1950 | New Sotuh Wales XV | 17 – 12 | Isole Britanniche XV |  |

### A Ceylon
Match giocato al ritorno contro una selezione locale formata da anglosassoni residenti sull'isola.
| Colombo 18 settembre 1950 | Ceylon | 6 – 44 referto | British Lions XV |  |